# Luka Turkulov
- La página debe actualizarse con nuevos resultados y traducirse correctamente del inglés.

Luka Turkulov (nacido el 31 de octubre de 2003) es un ciclista de ruta serbio que corre para el equipo esloveno UCI Continental Cycling Team Kranj.
Ganó el campeonato nacional serbio de contrarreloj sub-23 de 2022 y ocupó el segundo lugar en la carrera de ruta de élite detrás de Dušan Rajović. En 2022, participó en más de 39 carreras UCI como uno de los ciclistas más jóvenes.
Turkulov ingresó al mundo del ciclismo en abril de 2021, cuando se unió a la selección serbia. Antes de eso, hizo Judo y Sambo (arte marcial) durante 11 años.

## Resultados principales

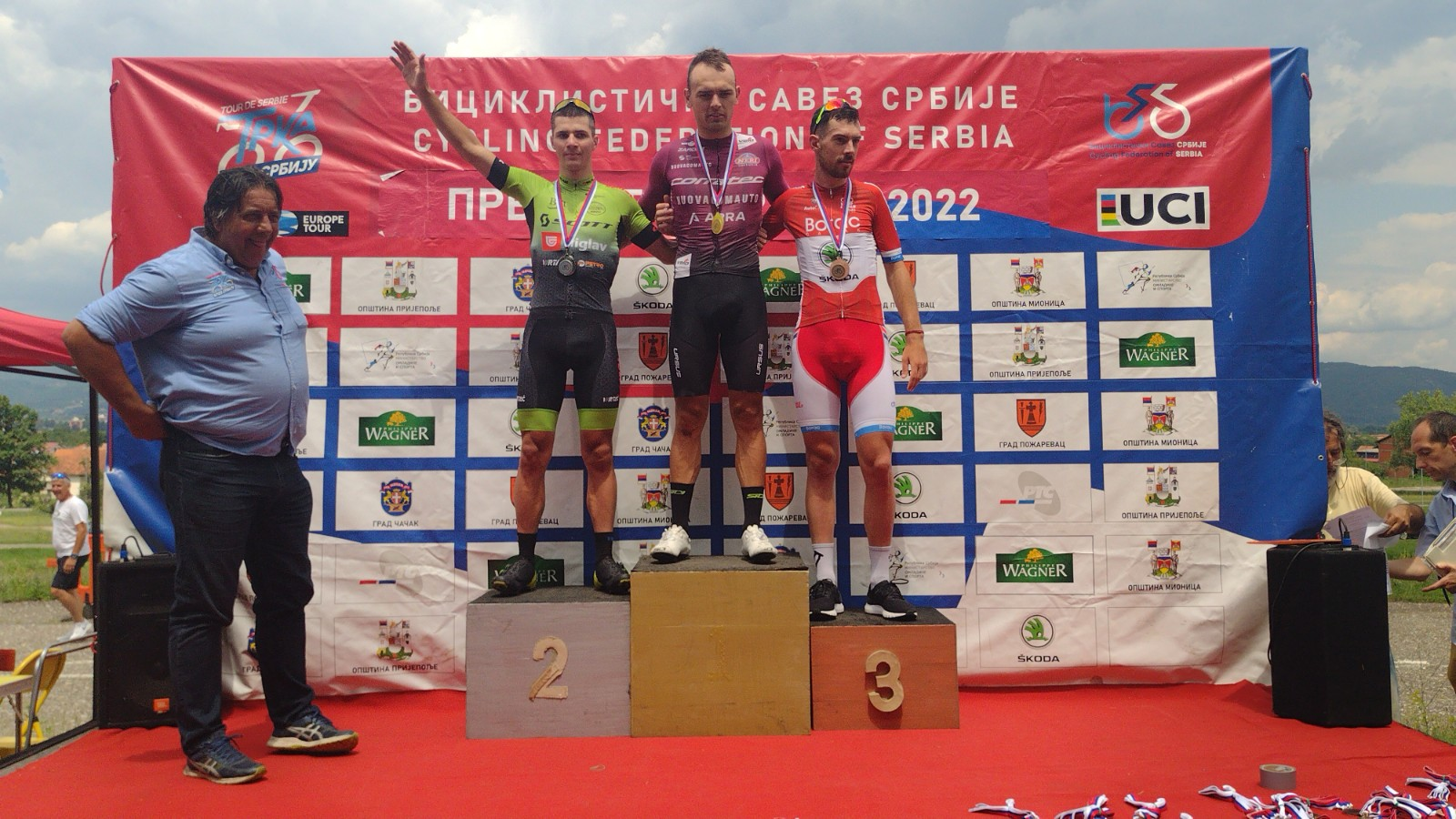
Turkulov en el podio del Campeonato Nacional de Ruta de Serbia de 2022.

Fuente:
2022
1º Contrarreloj, Campeonatos Nacionales de Ruta Sub-23 
Campeonatos Nacionales de Ruta
2ª carrera en ruta 
5ª Contrarreloj
9º Gran Premio General Ciclista de Gemenc

## Galería

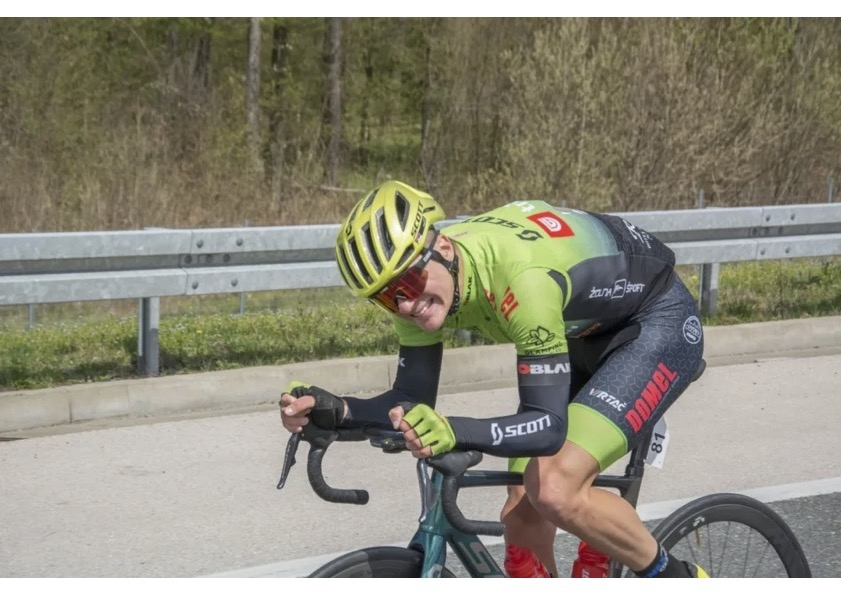

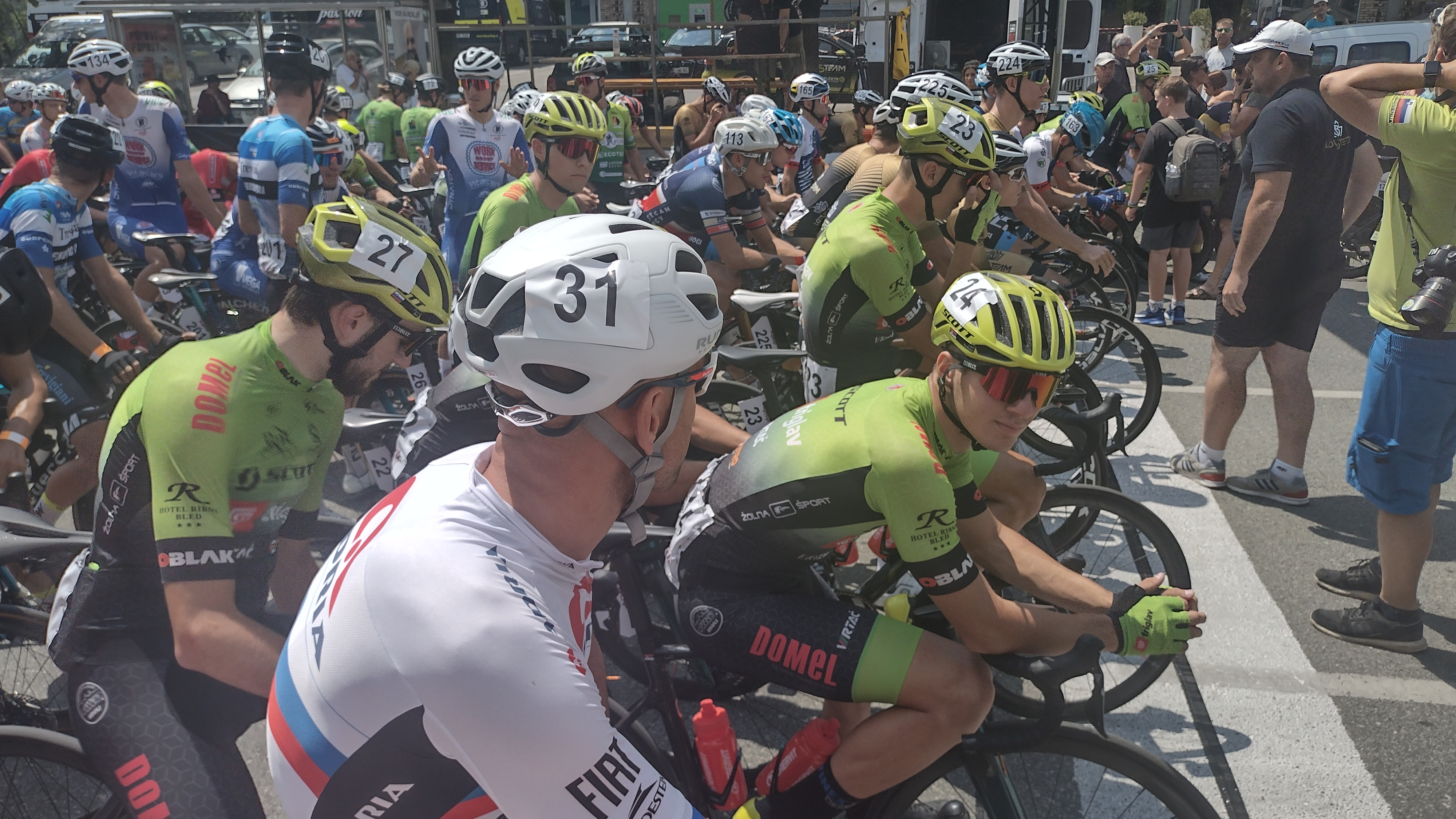

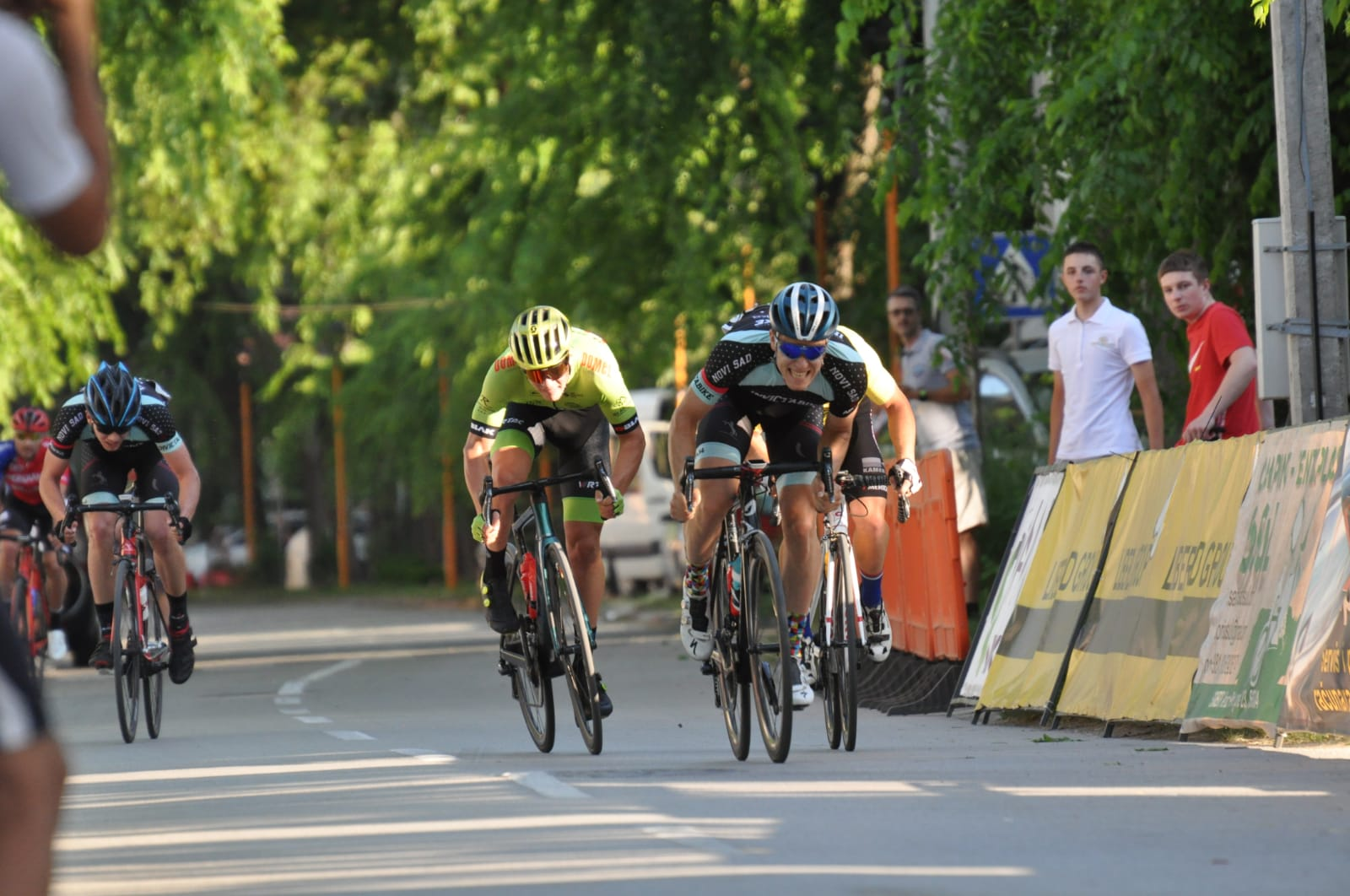

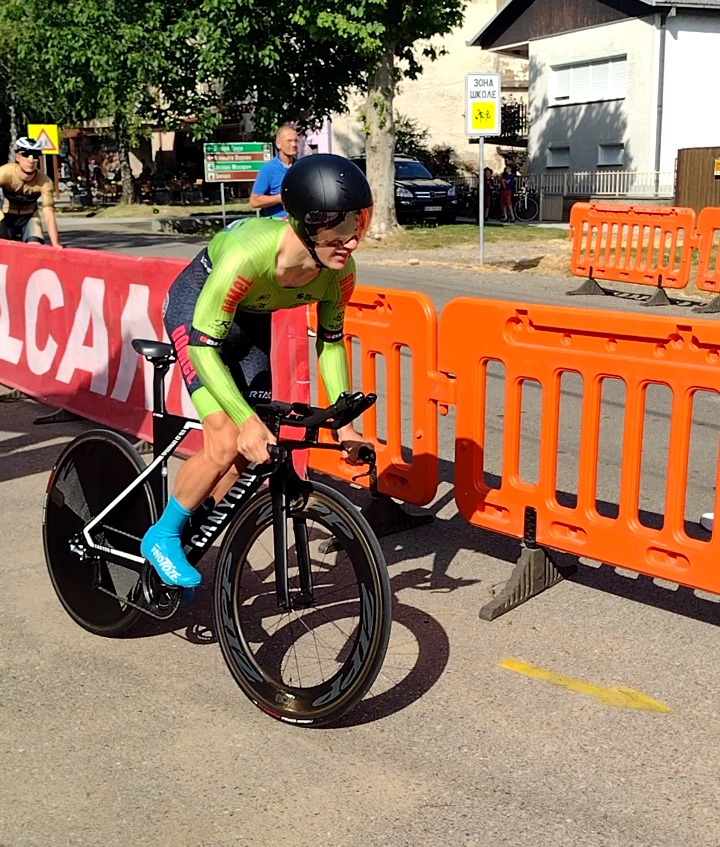

- Datos: Q113383025
- Multimedia: Luka Turkulov / Q113383025